# Otto Paul Burghardt
Otto Paul Burghardt (né le 17 janvier 1875 à Leipzig, mort le 29 décembre 1959 à Oldenbourg) est un architecte allemand.

## Biographie
Burghardt obtient l'abitur à l'école de Leipzig puis étudie à la Technische Lehranstalt. Il travaille pendant deux ans dans l'atelier des architectes de Leipzig Georg Weidenbach et Richard Tschammer (de). Il entreprend des voyages d'étude à travers l'Allemagne, la Suisse, la France, l'Italie, l'Autriche-Hongrie et la Tchécoslovaquie.
En avril 1904, il ouvre son atelier.

## Œuvre

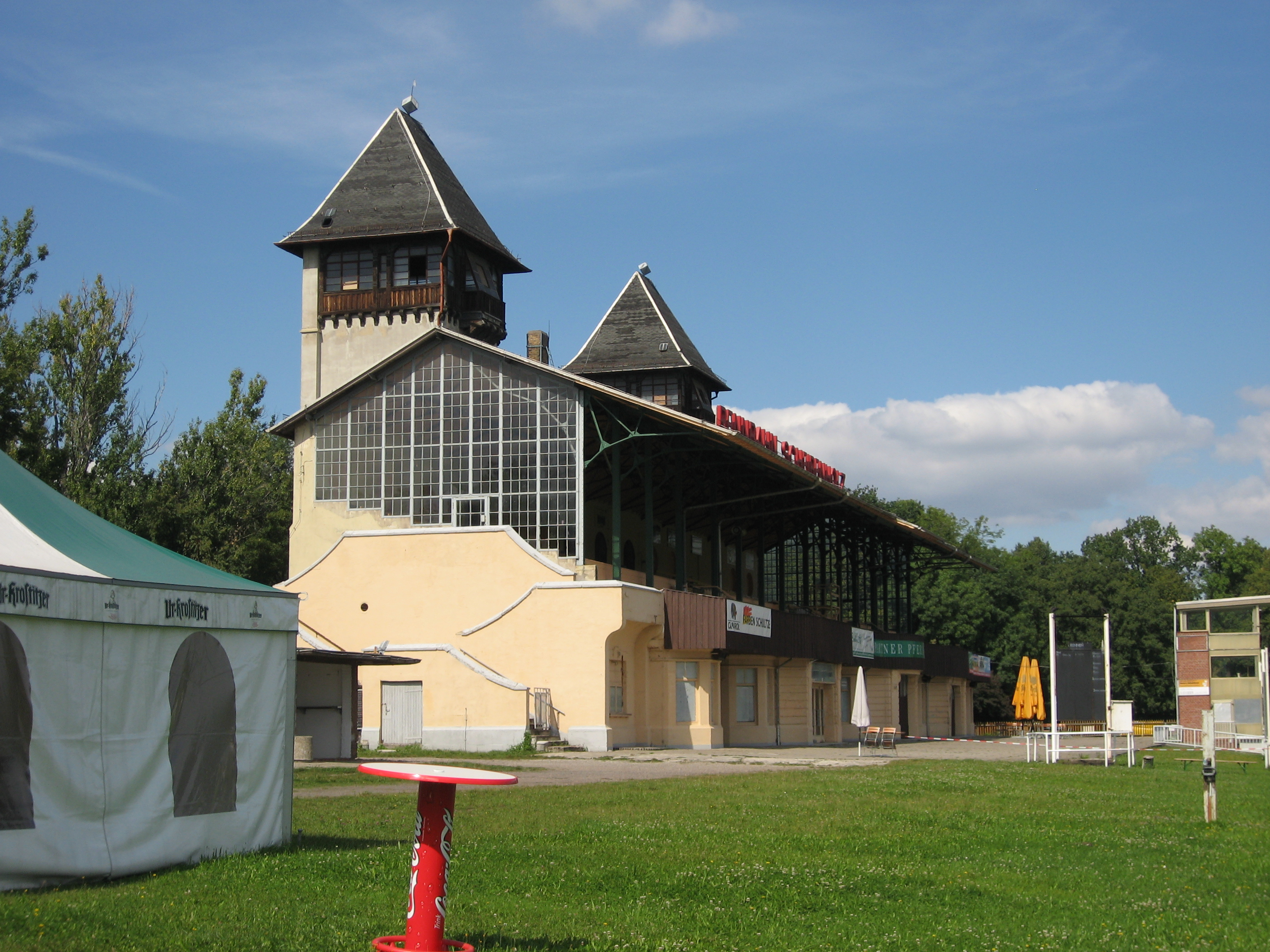
Tribune de l'hippodrome Scheibenholz.

L'architecture de Burghardt du début du XXe siècle est caractérisée par une architecture moderne qui, comme l'architecture de Leipzig avant la Première Guerre mondiale,  est adaptée au paysage urbain historique. Ses bâtiments sont caractérisés par une grande surface, par l'effort clair de saisir les fonctions et de ne pas occulter le but par trop de décorations. Cependant, il consacre encore une attention particulière à l'ornement, et atteint ainsi une autonomie qui le caractérise clairement dans de petits détails.
En 1906, la Maison Romanus (de) est vendue aux frères Steinmann. Ils demandent une reconstruction complète à Burghardt, connu pour ses études sur les bâtiments baroques de Leipzig.
Dans le cadre de l'expansion de l'hippodrome Scheibenholz qui existe depuis 1867, la tribune de bois existante doit être remplacée. Burghardt conçoit un bâtiment massif de tribune avec deux tours massives et un restaurant.